# Nutaarmiut (ö)
Nutaarmiut är en ö i Upernavik på Grönland. Dess yta är 377 km2. Den hade inga invånare år 2005.